# سیراکوو
سیراکوو (به چکی: Sirákov) یک منطقهٔ مسکونی در جمهوری چک است که در ناحیه ژدار ناد سازاووو واقع شده‌است. سیراکوو ۶٫۹۸ کیلومتر مربع مساحت و ۲۴۰ نفر جمعیت دارد و ۵۹۲ متر بالاتر از سطح دریا واقع شده‌است.